# يطروفة رقيقة الساق
يطروفة رقيقة الساق (الاسم العلمي:Jatropha tenuicaulis) هي نوع من النباتات تتبع جنس اليطروفة من الفصيلة الفربيونية.